# ISO 3166-2:NL
Die Liste der ISO-3166-2-Codes für  Niederlande enthält die Codes für die zwölf niederländischen Provinzen (provincies), drei Landesteile in der Karibik und drei Besondere Gemeinden.

Die Codes bestehen aus zwei Teilen, die durch einen Bindestrich voneinander getrennt sind. Der erste Teil gibt den Landescode gemäß ISO 3166-1 (für  Niederlande NL), der zweite den Code für die Provinz, den Landesteil oder die „Besondere Gemeinde“ wieder.
Die aktuellen Codes stehen auf der Seite der ISO unter #iso:code:3166:NL zur Verfügung.

Die niederländischen Provinzen und „Besondere Gemeinden“

Für die Besonderen Gemeinden und die Landesteile in der Karibik existieren auch separate Codes nach ISO 3166-2. Es sind dies ISO 3166-2:AW, BQ, CW und SX.
| Landesteil Niederlande | Landesteil Niederlande |
| Provinz                | Code                   |
| ---------------------- | ---------------------- |
| Drenthe                | NL-DR                  |
| Flevoland              | NL-FL                  |
| Fryslân                | NL-FR                  |
| Gelderland             | NL-GE                  |
| Groningen              | NL-GR                  |
| Limburg                | NL-LI                  |
| Noord-Brabant          | NL-NB                  |
| Noord-Holland          | NL-NH                  |
| Overijssel             | NL-OV                  |
| Utrecht                | NL-UT                  |
| Zeeland                | NL-ZE                  |
| Zuid-Holland           | NL-ZH                  |

| Karibische Landesteile | Code   |
| ---------------------- | ------ |
| Aruba                  | NL-AW  |
| Curaçao                | NL-CW  |
| Sint Maarten           | NL-SX  |
|                        |        |
| „Besondere Gemeinden“  | Code   |
| Bonaire                | NL-BQ1 |
| Saba                   | NL-BQ2 |
| Sint Eustatius         | NL-BQ3 |